# Kurdystan
Kurdystan (kurd. Kurdistan, kurd. کوردستان) – region geokulturowy w Azji Zachodniej, w którym Kurdowie stanowią znaczącą większość populacji. Jest obszarem o głęboko zakorzenionej kulturze, języku i tożsamości narodowej Kurdów. Geograficznie obejmuje północno-zachodnie pasma gór Zagros oraz wschodnie pasma gór Taurus.
Obszar Kurdystanu jest podzielony między następujące państwa:
- Turcję
- Irak (Region Kurdystanu – szeroka autonomia na północy kraju, własny parlament i rząd)
- Iran (minimalna autonomia w ramach ostanu Kurdystan)
- Syrię (Rożawa, podczas wojny domowej prowincja w listopadzie 2013 uzyskała autonomię proklamowaną oficjalnie 9 stycznia 2014. Społeczność ta jest oparta na zasadach bezpośredniej demokracji, równości płci i poszanowania praw mniejszości.)[7].

Historycznie termin  "Kurdystan" po raz pierwszy pojawia się w kronikach Seldżuków z XI wieku. W okresie od VIII do XIX wieku powstało wiele odrębnych kurdyjskich dynastii, emiratów, księstw i wodzostw. W XX wieku administracyjnie ukształtowały się krótkotrwałe kurdyjskie organizmy państwowe, takie jak: Królestwo Kurdystanu (1921–1924), Kurdistansky Uyezd, czyli "Czerwony Kurdystan" (1923–1929), Republika Araratu (1927–1930) oraz Republika Mahabadzka (1946).
Kurdystan został po raz pierwszy podzielony po wojnie turecko-safawidowskiej na mocy traktatu z Qasr-e Shirin, a po upadku Imperium Osmańskiego, w wyniku podziału ich ziem, terytorium Kurdystanu zostało podzielone między cztery państwa: Turcję, Syrię, Irak i Iran. Po podpisaniu Traktatu z Lozanny w 1923 roku granice te zostały ostatecznie ustalone, a region Kurdystanu podzielony między te państwa. W obszarach Kurdystanu, które pozostają pod kontrolą Turcji, Iraku, Syrii i Iranu, Kurdowie doświadczają silnej presji na swoją kulturę, język i tożsamość narodową, w tym represje związane z używaniem języka kurdyjskiego oraz tradycji kurdyjskich.

## Etymologia
Kurdystan oznacza „Ziemię Kurdów” i po raz pierwszy pojawił się w kronikach seldżuckich z XI wieku. Dokładne pochodzenie nazwy „Kurd” jest niejasne. Sufiks -stan, używany w językach indo-irańskich, oznacza „ziemię” lub „kraj”.
„Kurdystan” był również wcześniej zapisywany jako Curdistan. Jedną z dawnych nazw tego regionu była Corduene. W XIX wieku Ejalet Kurdystan był pierwszym przypadkiem, w którym Imperium Osmańskie użyło terminu „Kurdystan” do określenia jednostki administracyjnej, a nie regionu geograficznego.